# Hugo Hagendorff
Hugo Hagendorff (* 23. Oktober 1813 in Graudenz; † 17. April 1860 in Berlin) war ein deutscher Schriftsteller.

## Leben
Als Sohn eines Postbeamten geboren, studierte Hagendorff nach dem Besuch des Gymnasiums in Zeitz von 1832 bis 1835 Kameralwissenschaft in Berlin. Während seines Studiums wurde er 1832 Mitglied der Alten Berliner Burschenschaft Allemannia. Nachdem die verbotene Burschenschaft von den Behörden entdeckt worden war, wurde er 1834 verhaftet und verhört. Nachdem er ein Geständnis abgelegt hatte, kam er frei, wurde jedoch für das Sommersemester 1834 von der Universität suspendiert und erhielt zum Abschluss der Untersuchungen aufgrund einer Kabinettsorder 1835 nur eine ernste Verwarnung. Nach dem Studium arbeitete er in Berlin. Er war schriftstellerisch tätig.

## Veröffentlichungen (Auswahl)
- Zusammen mit Rudolf Gernstein: Gedichte. Mit einer Musikbeilage. Berlin 1835.
- Die Mähr vom hörnen Siegfried. Zeitz 1837.
- Ephemeren Novellen und Erzählungen. Zeitz 1838.
- Zusammen mit August Conradi: Eine Polka-Kur. Posse mit Gesang. Berlin 1848.
- Zusammen mit Carl Lindow: Constitution oder Monarchie? Ein offenes Wort an den Bürger und Landmann. Berlin 1852.
- Wegweiser durch die preussische Rheinprovinz, Westphalen und das Herzogthum Nassau. Berlin 1858.
- Borussia. Balladen und Legenden aus Ost- und West-Preussen. Berlin 1859.
- Das Soolbad Kösen nebst den Saalufern und den nächsten Städten. Ein Wegweiser für Badereisende. Berlin 1859. (Digitalisat)
- Die Schweden vor Zeitz. Zeitz 1923.